# Citroën Méhari
Citroën Méhari - позашляховик французької компанії Citroën. Всього з 1968 по 1988 рік було випущено 144953 таких всюдихода. Mehari побудований на шасі Citroën Dyane 6, має легкий пластиковий кузов з м'яким верхом. Повнопривідна модифікація машини виготовлялася в період з 1980 по 1983 рік і відрізнялася хорошою прохідністю. Автомобіль приводився в рух 2-циліндровим оппозитним двигуном об'ємом 602 кубічних сантиметра потужністю 26-29 к.с., який гарантував 570-кілограмовій машині непогані динамічні характеристики.
Примітивний автомобіль без вікон і дверей був популярний в країнах, що розвиваються завдяки своїй надійності і дешевизні. У Європі більшість «Mehari» використовувалися в сільському господарстві, у лісників, єгерів і в поліції. Всього виготовлено 144 953 автомобілів.

### Продажі
| Рік    | 1968 | 1969   | 1970   | 1971   | 1972   | 1973   | 1974   | 1975  | 1976  | 1977  | 1978  | 1979  | 1980  | 1981  | 1982  | 1983  | 1984  | 1985  | 1986 | 1987 | Всього  |
| Méhari | 837  | 12,624 | 11,246 | 10,175 | 11,742 | 12,567 | 13,910 | 8,920 | 9,569 | 9,645 | 8,467 | 8,995 | 8,351 | 4,833 | 4,137 | 3,349 | 2,654 | 1,882 | 669  | 381  | 144,953 |